# 1474 Beira
1474 Beira је Марсов тројански астероид чија средња удаљеност од Сунца износи 2,733 астрономских јединица (АЈ).
Апсолутна магнитуда астероида је 12,66 а геометријски албедо 0,108.